# Albury
Albury es una ciudad del estado de Nueva Gales del Sur (Australia), localizada sobre la Autopista Hume, en la ribera norte del río Murray, que la separa de su ciudad gemela en Victoria, Wodonga. Está a aproximadamente 550 kilómetros de la capital del estado, Sídney, pero solo a 312 kilómetros de Melbourne, la capital de Victoria. Pertenece al Área de Gobierno Local de Ciudad de Albury. Se encuentra sobre la orilla derecha del río Murray, un afluente del Darling, que la separa de Victoria.

## Historia

Mapa de la cuenca del río Darling en el que aparece Albury, sobre la orilla derecha del río Murray.

El pueblo Wiradjuri, principales pobladores aborígenes del actual Estado de Nueva Gales del Sur, habitó la zona mucho antes que los exploradores europeos.
Los exploradores Hume y Hovell llegaron a lo que ahora se conoce como el río Murray, a la altura de Albury, el 17 de noviembre de 1824. Llamaron al río Hume y grabaron la inscripción "Hovell NovR17/24" en el tronco de un árbol para señalar el lugar donde se podía cruzar el río sin dificultad, antes de continuar su viaje al sur hacia la bahía de Western Port. Entre los primeros ocupantes en seguir los pasos de los exploradores y llegar al distrito estaban Guillermo Wyse y Charles Ebden.
Los primeros edificios erigidos en la zona fueron un almacén de provisiones y chozas pequeñas.
Un estudio para fundar una ciudad fue comisionado en 1838, y se realizó un mapa de la zona. El nombre propuesto fue Bungambrewatha, el que le daban los aborígenes, pero se optó por Albury al año siguiente, supuestamente por el parecido de la región con la de Albury, en el condado británico de Kent. En 1847, el poblado contaba con dos bares, un puñado de cabañas, un cuartel de policía, una oficina de correos y varios herreros.

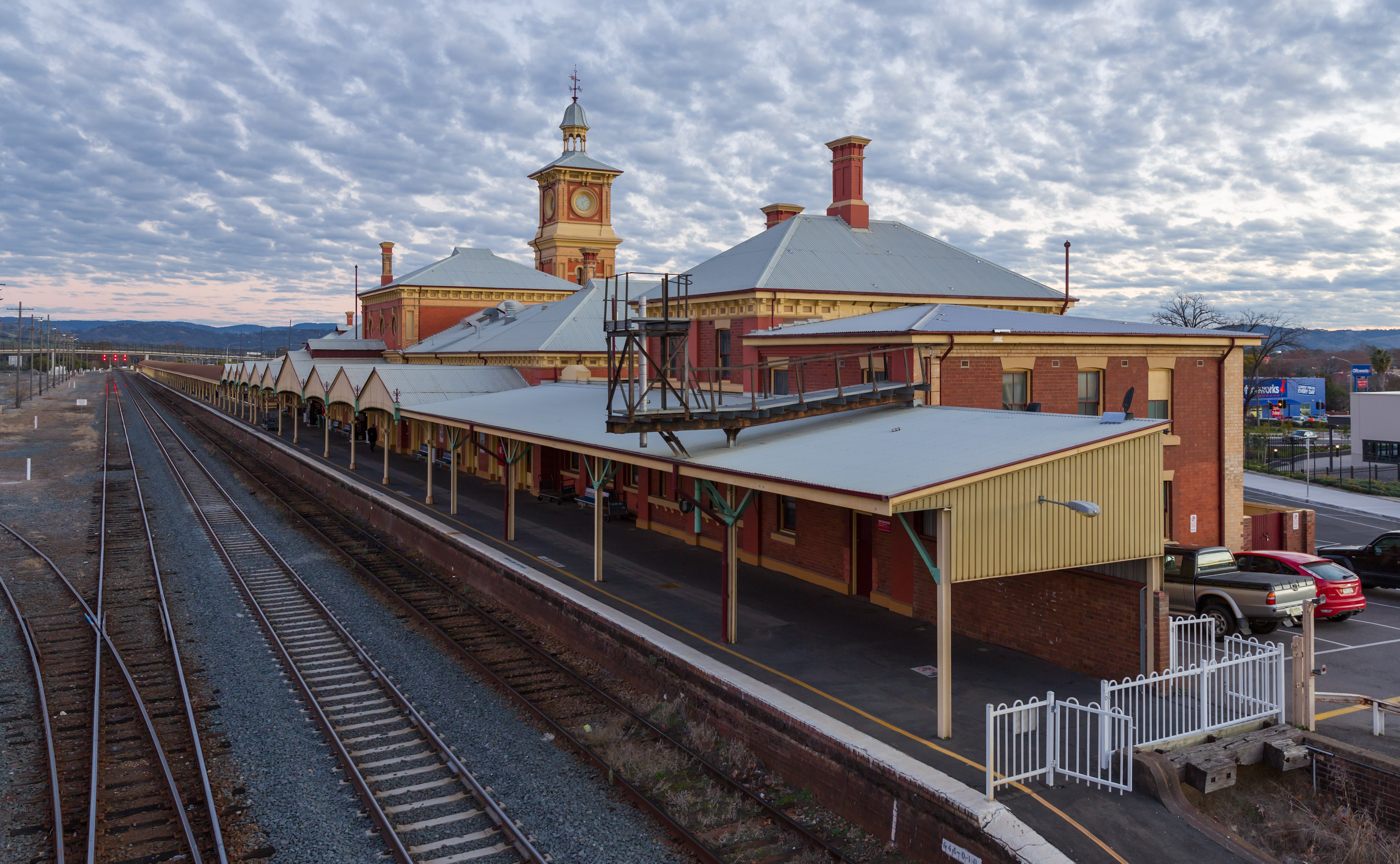
Estación de ferrocarril de Albury en Nueva Gales del Sur, Australia (2015)

A partir de 1851, Albury se convirtió en un puesto fronterizo cuando Victoria y Nueva Gales del Sur se constituyeron en colonias independientes que imponían aránceles aduaneros a las mercancías. La región era fértil y producía trigo, lana y vinos que vápores de ruedas llevaban hasta Adelaida siguiendo el cauce del río Murray. La llegada de inmigrantes alemanes impulsó el cultivo de la viña, y en la década de 1870 se desarrollaron las primeras industrias: una fábrica de mantequilla, varios molinos para harina, bodegas para producir vinos, y fábricas de sidra y refrescos. El primer puente sobre el río Murray fue construido en 1860, y la primera línea de ferrocarril llegó en 1881, procedente de Sídney. En 1888, el alcalde fundó la primera escuela pública.
A principios de la década de 1970, la proximidad de Albury a Wodonga ha estimulado varios esfuerzos de alcanzar un gobierno municipal común (véase Albury-Wodonga).

## Geografía

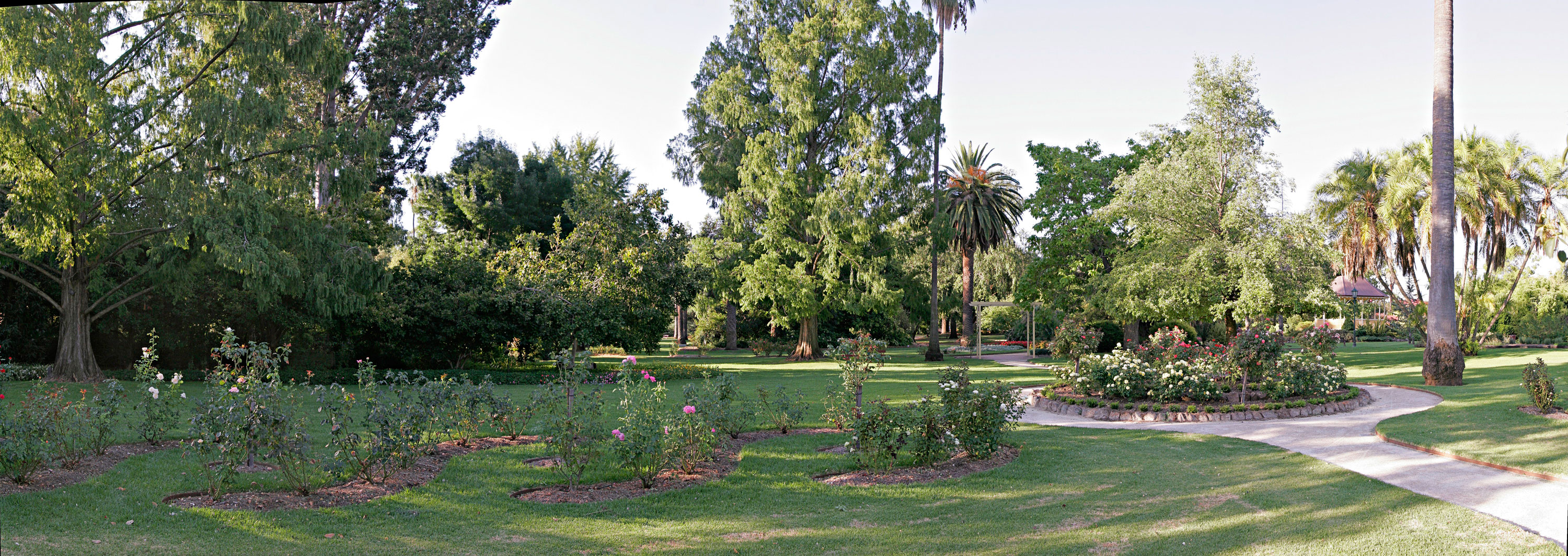
Jardín botánico de Albury.

Albury esta orillas del río Murray, en las colinas que flanquean la Gran Cordillera Divisoria. Está a 165 metros sobre el nivel del mar (en la zona del aeropuerto). La región tiene un clima templado, con cuatro estaciones.
La presa de Hume se sitúa en el río Murray, río arriba de Albury. Fue construida en los años 30 para la irrigación y ha causado cambios significativos en el caudal y la ecología del río Murray.